# Liquidator

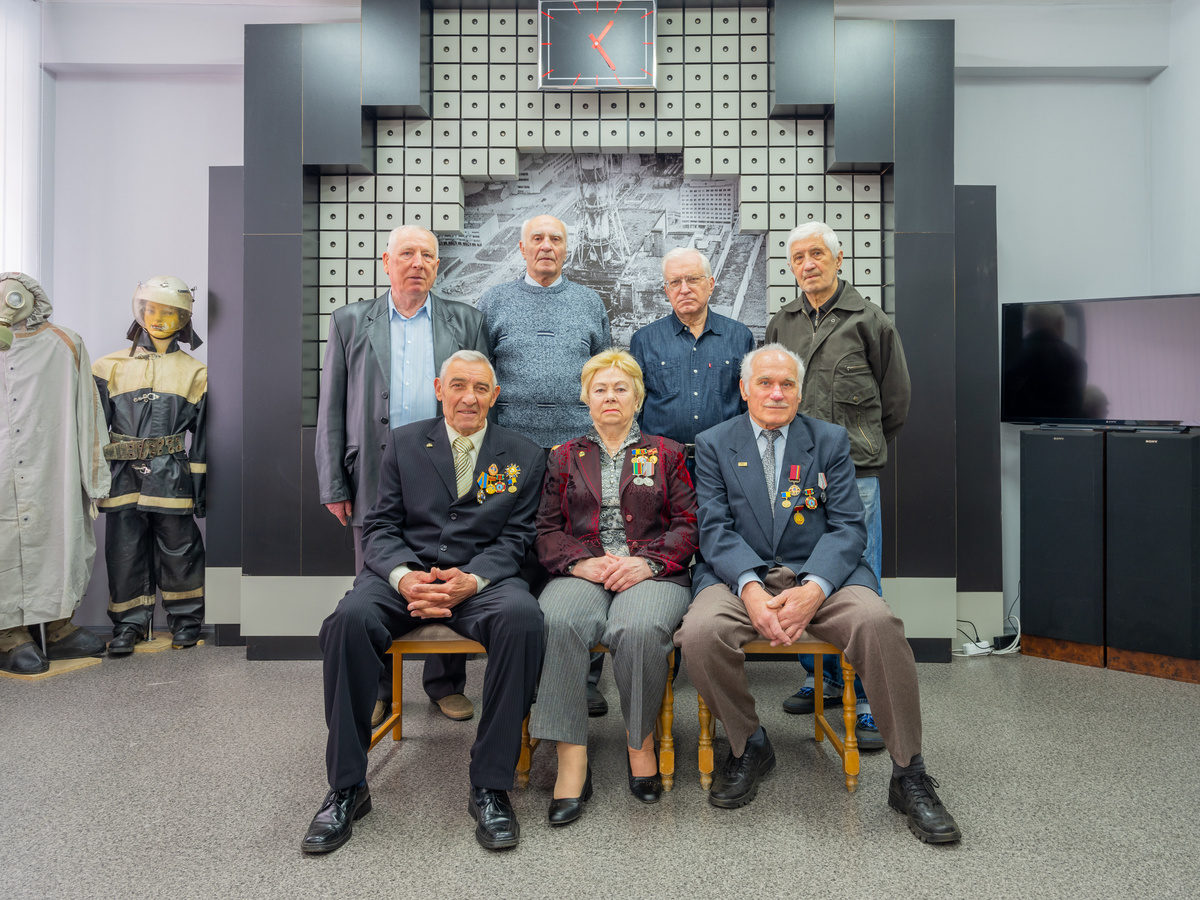
Een groep liquidators tijdens de 32e herdenking van de Chernobyl ramp in het Museum van Slavutych, 2018

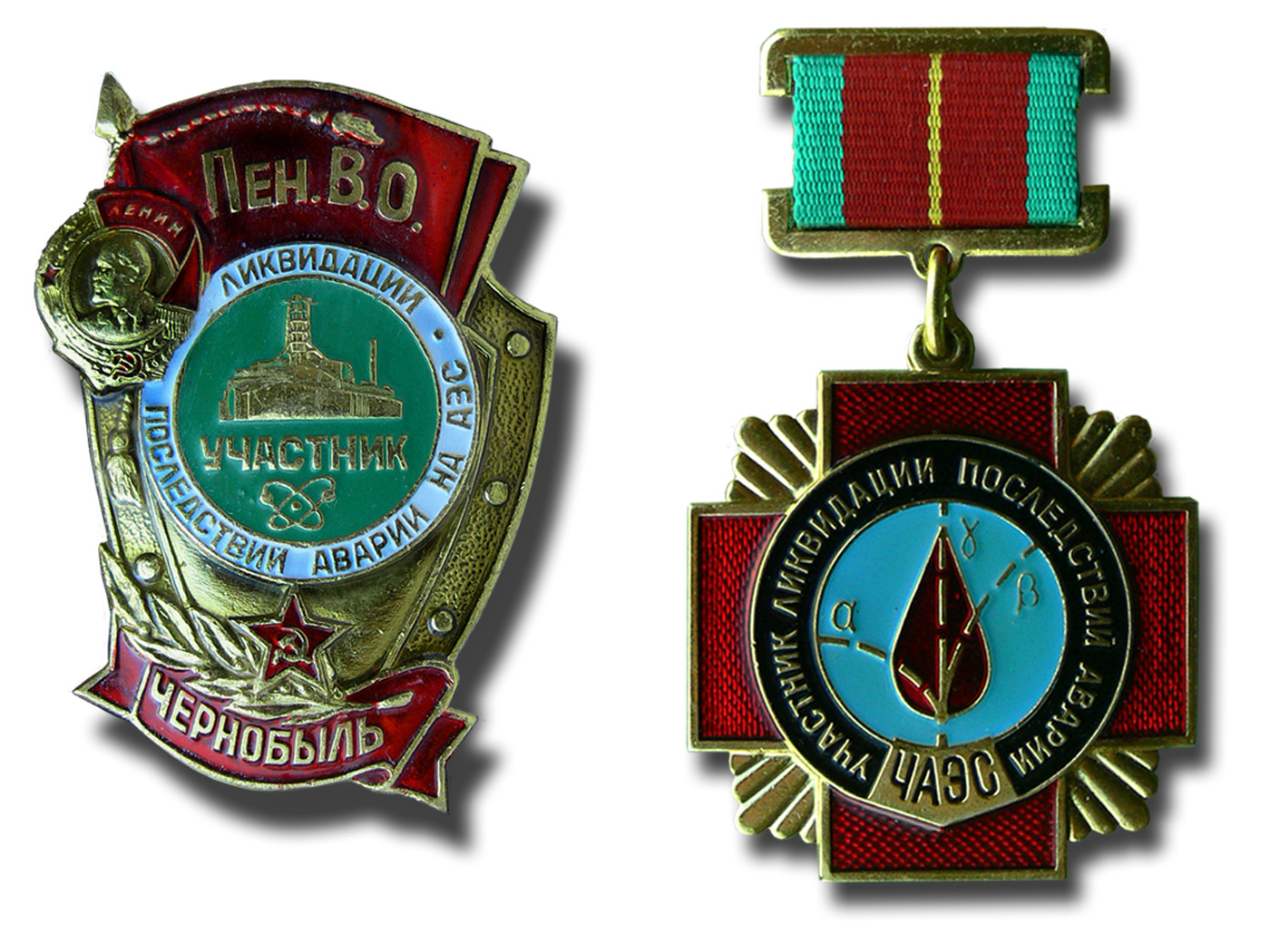
De militaire en de civiele medaille voor de liquidators

Een liquidator (Russisch: ликвида́тор, likvidator) is een persoon die betrokken was bij het bestrijden van de gevolgen van de kernramp van Tsjernobyl in 1986. De liquidators waren actief bij het blussen van branden, opruimen van radioactief materiaal, evacuatie van omwonenden en andere noodhulp. Afhankelijk van de gebruikte definitie werden tussen de 240.000 en 800.000 mensen als liquidator ingezet.

## Status
Velen werden in de Sovjet-Unie als helden geëerd en een erkende liquidator genoot er een status vergelijkbaar met die van oorlogsveteraan, waaraan ook vormen van compensatie waren verbonden. Anderen hebben jarenlang gestreden voor erkenning en voor vergoeding van geleden (gezondheids)schade. Naarmate het aantal erkende liquidators toenam, werd er bezuinigd op het aantal vergoedingen. Met het uiteenvallen van de Sovjet-Unie zijn de liquidators over verscheidene staten verdeeld geraakt, die er verschillend beleid op na houden voor wat betreft erkenning en vergoeding.

## Betrokkenen
Tot de liquidators worden in elk geval gerekend:
- Personeel van de kerncentrale
- De bedrijfsbrandweer van de centrale en de korpsen van Pripjat en Tsjernobyl die onmiddellijk de branden te lijf gingen
- Diverse eenheden van de Russische strijdkrachten die de reactors afschakelden, radioactief besmet materiaal hielpen opruimen en besmette gebieden schoonmaakten. Duizenden van hen werkten boven op de ontplofte centrale, vanwege de hoge straling, slechts 40 seconden
- Manschappen van de politie en van het binnenlands leger die actief waren bij het afzetten van besmette gebieden en evacueren van de burgerbevolking
- Militair en civiel personeel werkzaam in medische zorg en de sanitatie
- Manschappen van de Luchtmacht van de Sovjet-Unie en burgerpiloten die met helikopters zand, klei en lood boven op de gloeiende reactor wierpen en andere crisisoperaties uitvoerden
- Diverse groepen burgers, zoals civiel ingenieurs, transportpersoneel, mijnwerkers en bouwvakkers die hielpen bij het inpakken van de reactor en andere werkzaamheden rond de centrale
- Fotografen als Igor Kostin en andere personen werkzaam in de media en kunsten die zich bezighielden met verslaggeving, maar ook met optreden voor de andere liquidators

Ook kleine aantallen buitenlandse vrijwilligers kunnen aanspraak maken op de status van liquidator, afhankelijk van (de plaats van) hun werkzaamheden.

## Aantallen
Volgens de Wereldgezondheidsorganisatie (WHO) werden alleen al in 1986 en 1987 240.000 mensen belast met taken die hen tot liquidator zouden bestempelen. Door de diverse overheden werden 600.000 mensen officieel als liquidator erkend en in 2006 rapporteerde de WHO eveneens over dit aantal. Betrokkenen kwamen zelf met schattingen tot aan een miljoen.

## Blootstelling aan straling
De liquidators zijn allen blootgesteld aan veel hogere doses straling dan die welke mensen onder normale omstandigheden oplopen. Waargenomen doses liepen uiteen van minder dan 10 tot ongeveer 1000 millisievert (mSv). De gemiddelde dosis wordt op 120 mSv geschat en waarschijnlijk heeft zo'n 85% van de liquidators doses tussen de 20 en de 500 mSv opgelopen. Ter vergelijking: in België mogen zij die beroepshalve met straling in aanraking komen, er per jaar niet meer dan 10 mSv van oplopen.
De opgelopen stralingsdoses en de gezondheidsgevolgen ervan zijn controversieel. Statistische gegevens komen van een aantal overheden, die er verschillend beleid op na houden. De Sovjet-Unie, Rusland, Wit-Rusland en Oekraïne zijn er alle van beschuldigd gegevens gunstiger voor te stellen dan wat door feiten wordt ondersteund. De WHO schat het aantal doden als gevolg van de kernramp op ten minste 4.000, Greenpeace schat het aantal op 93.000. De liquidators maken een groot deel uit van beide schattingen.